# Бриджвотер (Нова Шотландія)
Бриджвотер (англ. Bridgewater) — містечко в Канаді, у провінції Нова Шотландія, у складі графства Луненбург.

## Населення
За даними перепису 2016 року, містечко нараховувало 8532 особи, показавши зростання на 3,5%, порівняно з 2011-м роком. Середня густина населення становила 625,9 осіб/км².
З офіційних мов обидвома одночасно володіли 650 жителів, тільки англійською — 7 670, а 5 — жодною з них. Усього 215 осіб вважали рідною мовою не одну з офіційних, з них 5 — українську.
Працездатне населення становило 54,9% усього населення, рівень безробіття — 8,9% (9,7% серед чоловіків та 8,2% серед жінок). 90,8% осіб були найманими працівниками, а 6,8% — самозайнятими.
Середній дохід на особу становив $35 025 (медіана $27 160), при цьому для чоловіків — $41 594, а для жінок $29 593 (медіани — $34 148 та $23 076 відповідно).
25,3% мешканців мали закінчену шкільну освіту, не мали закінченої шкільної освіти — 23,4%, 51,3% мали післяшкільну освіту, з яких 29% мали диплом бакалавра, або вищий, 20 осіб мали вчений ступінь.
| Статево-вікова структура населення | Статево-вікова структура населення | Статево-вікова структура населення | Статево-вікова структура населення | Статево-вікова структура населення |
| ---------------------------------- | ---------------------------------- | ---------------------------------- | ---------------------------------- | ---------------------------------- |
|                                    |                                    |                                    |                                    |                                    |
| Всього                             | Всього                             | 45,7%54,3%                         |                                    |                                    |
| 0 — 14 років                       | 0 — 14 років                       |                                    | 13,1%                              | 13,1%                              |
| 15 — 64 років                      | 15 — 64 років                      |                                    | 59,9%                              | 59,9%                              |
| 65 і більше                        | 65 і більше                        |                                    | 27%                                | 27%                                |
| 85 і більше                        | 85 і більше                        |                                    | 4,6%                               | 4,6%                               |
| 100 і більше                       | 100 і більше                       |                                    | 0,1%                               | 0,1%                               |
| Середній вік (років)               | Середній вік (років)               | 44,648,6                           | 46,8                               | 46,8                               |
| Медіана (років)                    | Медіана (років)                    | 46,651,3                           | 49,2                               | 49,2                               |
| — чоловіки — жінки                 |                                    |                                    |                                    |                                    |

| Походження мешканців:     | Походження мешканців:     | Походження мешканців: | Походження мешканців: | Походження мешканців: |
| ------------------------- | ------------------------- | --------------------- | --------------------- | --------------------- |
| Походження                |                           |                       | осіб                  | %                     |
| Корінні американці        | Корінні американці        |                       | 580                   | 7.02%                 |
| Інше північноамериканське | Інше північноамериканське |                       | 3 700                 | 44.77%                |
| Європейське               | Європейське               |                       | 5 785                 | 69.99%                |
| британське                | британське                |                       | 4 050                 | 49%                   |
| французьке                | французьке                |                       | 1 085                 | 13.13%                |
| українське                | українське                |                       | 45                    | 0.54%                 |
| Латинськоамериканське     | Латинськоамериканське     |                       | 35                    | 0.42%                 |
| Карибське                 | Карибське                 |                       | 25                    | 0.3%                  |
| Африканське               | Африканське               |                       | 30                    | 0.36%                 |
| Азійське                  | Азійське                  |                       | 225                   | 2.72%                 |

| Зайнятість населення за галузями (за класифікацією NOC): | Зайнятість населення за галузями (за класифікацією NOC): | Зайнятість населення за галузями (за класифікацією NOC): | Зайнятість населення за галузями (за класифікацією NOC): | Зайнятість населення за галузями (за класифікацією NOC): |
| -------------------------------------------------------- | -------------------------------------------------------- | -------------------------------------------------------- | -------------------------------------------------------- | -------------------------------------------------------- |
|                                                          |                                                          |                                                          |                                                          |                                                          |
| Управління                                               | Управління                                               |                                                          | 8%                                                       | 8%                                                       |
| Бізнес, фінанси та адміністрування                       | Бізнес, фінанси та адміністрування                       |                                                          | 12,3%                                                    | 12,3%                                                    |
| Природничі та прикладні науки                            | Природничі та прикладні науки                            |                                                          | 3,3%                                                     | 3,3%                                                     |
| Охорона здоров'я                                         | Охорона здоров'я                                         |                                                          | 9,3%                                                     | 9,3%                                                     |
| Освіта, правозахист, муніципальні та урядові служби      | Освіта, правозахист, муніципальні та урядові служби      |                                                          | 11,6%                                                    | 11,6%                                                    |
| Мистецтво, культура, відпочинок та спорт                 | Мистецтво, культура, відпочинок та спорт                 |                                                          | 2,7%                                                     | 2,7%                                                     |
| Роздрібна торгівля та послуги                            | Роздрібна торгівля та послуги                            |                                                          | 29,1%                                                    | 29,1%                                                    |
| Гуртова торгівля, транспорт та обладнання                | Гуртова торгівля, транспорт та обладнання                |                                                          | 12,8%                                                    | 12,8%                                                    |
| Природні ресурси, сільське господарство                  | Природні ресурси, сільське господарство                  |                                                          | 1,6%                                                     | 1,6%                                                     |
| Виробництво                                              | Виробництво                                              |                                                          | 9,3%                                                     | 9,3%                                                     |

## Клімат
Середня річна температура становить 6,9°C, середня максимальна – 23,1°C, а середня мінімальна – -10,6°C. Середня річна кількість опадів – 1 502 мм.
| Клімат поселення                              | Клімат поселення | Клімат поселення | Клімат поселення | Клімат поселення | Клімат поселення | Клімат поселення | Клімат поселення | Клімат поселення | Клімат поселення | Клімат поселення | Клімат поселення | Клімат поселення | Клімат поселення |
| Показник                                      | Січ.             | Лют.             | Бер.             | Квіт.            | Трав.            | Черв.            | Лип.             | Серп.            | Вер.             | Жовт.            | Лист.            | Груд.            |                  |
| Середній максимум, °C                         | 0,37             | 0,63             | 4,81             | 10,23            | 15,88            | 20,80            | 23,06            | 22,82            | 18,58            | 13,16            | 8,24             | 2,40             |                  |
| Середня температура, °C                       | −5,13            | −4,87            | −0,68            | 4,71             | 10,38            | 15,31            | 18,90            | 18,67            | 14,40            | 9,00             | 4,08             | −1,76            |                  |
| Середній мінімум, °C                          | −10,63           | −10,37           | −6,18            | −0,78            | 4,87             | 9,80             | 14,74            | 14,51            | 10,24            | 4,84             | −0,07            | −5,92            |                  |
| Норма опадів, мм                              | 141              | 121              | 148              | 126              | 123              | 104              | 93               | 94               | 109              | 129              | 166              | 148              |                  |
| Середньомісячна швидкість вітру, м/с          | 4.27             | 4.28             | 4.29             | 4.14             | 3.65             | 3.44             | 3.06             | 3.04             | 3.40             | 3.92             | 4.06             | 4.32             |                  |
| Середньомісячна сонячна радіація, кДж/м²·день | 5165             | 8288             | 12114            | 15076            | 18116            | 20490            | 20267            | 18071            | 13802            | 8984             | 5268             | 4079             |                  |
| --------------------------------------------- | ---------------- | ---------------- | ---------------- | ---------------- | ---------------- | ---------------- | ---------------- | ---------------- | ---------------- | ---------------- | ---------------- | ---------------- | ---------------- |
| Джерело:                                      |                  |                  |                  |                  |                  |                  |                  |                  |                  |                  |                  |                  |                  |